# Систем планирања предузећа
Систем планирања предузећа обухвата методе за планирање унутрашњих и спољашњих фактора који утичу на предузеће (бизнис), као што су политички, економски, социјални, технолошки, правни и еколошки фактори (PESTLE). Разматрање PESTLE фактора део је управљања операцијама, док решавање нових догађаја или изазова укључује управљање пројектима. За разлику од ERP система, који се фокусирају на ресурсе предузећа, системи за планирање предузећа имају шири обухват, укључујући доступне ресурсе, способност производње и пружања услуга, као и факторе који утичу на те активности. Ови системи су флексибилни и прилагодљиви, јер се стратешко планирање мења с временом. Такође, могу бити део корпоративне структуре предузећа и примењивати се кад год је то потребно.

## Сврха
Најмање 3 сврхе којима систем за планирање предузећа треба да се бави јесу: опстанак, конкуренција и прилике.
Опстанак - Предузеће ће планирати тактичке потезе за брзу реакцију на PESTLE претње које утичу на његов опстанак. На пример, одмах након што је нуклеарна електрана Фукушима у Јапану доживела експлозије услед земљотреса и цунамија који је уследио, неколико предузећа (унутар и ван Јапана) јавно је најавило своје кораке како би одговорило на ванредну ситуацију.
Конкуренција - Истовремено, предузеће ће планирати дугорочне стратешке акције како би се суочило са конкуренцијом или побољшало своју конкурентност. На пример, предузећа планирају, одређују буџете, имплементирају и користе стратешке информационе системе, јер „инвестиције у информационе системе или информациону технологију могу бити извор конкурентске предности“.
Прилике - Најважније, предузеће ће планирати како да искористи PESTLE прилике које су му доступне. Мотив за профит и корист оправдава већину система за планирање предузећа.

## Стратешко планирање
Две главне карактеристике система за планирање предузећа (EPS) су: (1) разноврсност и (2) флексибилност. На пример, технолошки ризици су бројни, јер чак и предузетнички софтвери подлежу застарелости и дисруптивним иновацијама. Технологија се непрестано мења, па разноврсност и флексибилност омогућавају предузећу да се адаптира на промене PESTLE фактора.
ERP софтвер, иако прописује процесе за постизање циљева, често показује несклад са стварним праксама у предузећу. У многим случајевима, радници који управљају знањем примењују импровизације и заобилазна решења како би прилагодили ERP процесе свакодневним потребама. Тиме, разноврсност и флексибилност постају кључни у успешној имплементацији.
Три компоненте које могу обликовати стратегију предузећа су:
- Аналитички оквири за евалуацију PESTLE података у одређеном тренутку
- Географски обухват операција ради управљања ризицима или максимизације користи од макроекономских сила или владиних регулатива
- Интеграција пројеката за ефикасну подршку пословним операцијама предузећа

### Стратегија путем анализе
Оквири за анализу обично усмеравају стратегију предузећа. Они омогућавају фирми да се носи са акцијама конкурената, захтевима потрошача или клијената, природом окружења у којем послује, ефектима владиних регулатива у местима где послује или доступним приликама, међу осталим факторима. Овде је тимско планирање од кључне важности. Једна група ће се обично специјализовати за одређени аспект, попут операција или владиних регулатива. Управљање међусобним односима PESTLE фактора захтева тимски рад у процесу планирања предузећа.
Пример општег оквира за анализу је SWOT анализа. Други пример је Balanced Scorecard, који се користи за анализу мерења перформанси.

### Стратегија путем географије
Стратегија предузећа такође може подразумевати скуп структуираних акција које се баве политичким, економским, социјалним, технолошким, правним и еколошким факторима који утичу на пословање или фирму. Те структуиране акције могу бити локалне, транснационалне, глобалне или комбиноване акције локалних, транснационалних и глобалних акција. Према томе, предузећа могу у своје планове укључити било коју од следећих географских стратегија: Локална стратегија, Регионална стратегија (Европа, Северна Америка, Азија-Пацифик итд.), Међународна стратегија, Глобална стратегија, Комбинација глобалне и локалне стратегије.

### Стратегија путем интеграције пројеката
Управљање операцијама и управљање портфолијем пројеката (PPM) кључни су елементи стратешког планирања предузећа, јер се активности често одвијају истовремено. На пример, компаније са више развојних пројеката користе принципе управљања инвестиционим портфолијем како би боље расподелиле ресурсе у односу на ризике сваког пројекта.
PESTLE фактори обликују стратегије које омогућавају предузећу прилагодљивост променама. Те стратегије воде ка конкретним плановима, који могу бити део оперативних приручника или пројеката за финансирање и спровођење у различитим деловима предузећа.

## Планирање и буџетирање
Буџетирање је кључни део планирања, јер доступна средства одређују успех стратегије. Промене буџета за операције или пројекте често сигнализирају прилагођавање стратешких праваца. Због тога су планирање и буџетирање нераздвојиви делови сваког система за планирање предузећа.
Пројекти у предузећу често су међусобно зависни како би се оптимално искористили инжењерски, финансијски и технолошки ресурси. На пример, пројекат истраживања тржишта може покренути пројекат истраживања, развоја и инжењеринга (RD&E) за нови производ. Заузврат, овај RD&E пројекат може покренути пројекат стратегије производње како би се нови производ производио на најефикаснијим локацијама и приближио циљаним потрошачима. Смањење буџета за RD&E пројекат на пола или његово удвостручење може имати дубоке последице на дугорочну стратегију предузећа, јер ће утицати на друге пројекте и јединице које су повезане с овим пројектом.
Планирање и буџетирање у предузећима могу се генерално класификовати на:
• Централизовано – Руководство или управа дефинишу планове и буџете одозго ка доле кроз хијерархију организације, праћењем принципа научног менаџмента Фредерика Винслоу Тејлора.
• Деволуирано – Средњи менаџери постављају планове и усмеравају стратешки правац предузећа. Управа узима у обзир стручност запослених, а управни одбор одобрава предложени правац у оквиру финансијских ограничења, попут очекиваног повраћаја инвестиција.
• Хибридно – Руководство одређује стратешки правац предузећа на основу доприноса средњег менаџмента и запослених. У овом моделу, планови и буџети се договарају.

## Групно планирање
Групно планирање у предузећу обично укључује главне јединице попут сектора финансија, маркетинга, производње или технологије, као и географске јединице у транснационалним или глобалним фирмама. Нека предузећа укључују и екстерне партнере, попут кључних чланова ланца снабдевања, сарадника или независних посматрача, као део своје стратегије. Овакво планирање најчешће се одвија на редовним састанцима управног одбора или менаџмента, са различитим учесталим интервалима – месечно, квартално или годишње. Традиционално, ови састанци захтевају физичко присуство представника различитих пословних јединица. Међутим, захваљујући напретку у телекомуникацијама, групно планирање се све чешће одвија путем видео конференција. Ипак, овај начин може бити недовољна замена тамо где су топли, лични односи део организационе културе. За хитне ситуације попут природних катастрофа или финансијских криза које захтевају брзу реакцију, видео конференције могу бити једина опција. У ситуацијама које захтевају решавање проблема уз коришћење главних ресурса предузећа, групно планирање поприма тактички, а не стратешки фокус, с циљем очувања стабилности или опстанка предузећа.

## План транзиције
Планови транзиције у предузећу односе се на активности везане за управљање променама, попут спајања предузећа или имплементације пројеката на нивоу целе организације. Ови планови обухватају елиминацију сувишних функција у случају спајања или интеграцију нових процеса у пословне операције у случају технолошких пројеката.

## Софтвер за планирање
Софтвер за планирање у предузећима има широку примену, али се не односи искључиво на софтвере за управљање ресурсима (ERP). Овај софтвер укључује алате усмерене на стратешко и тактичко планирање у предузећу, као што су:
• Софтвер за формирање стратегија и планирање сценарија (нпр. подршка процесу планирања продаје и операција)
• Софтвер за мерење и евалуацију перформанси
• Софтвер за управљање пројектима
• Софтвери за складиштење података или пословну интелигенцију
• Софтвер за оптимизацију предузећа